# Кондрашов, Иван Алексеевич
Иван Алексеевич Кондрашов (26 августа 1934, Глазовка, Воронежская область — 19 июля 2016, Москва) — советский и российский тренер по лыжным гонкам и по лыжному двоеборью, заслуженный тренер СССР.

## Биография
Мастер спорта международного класса по лыжным гонкам. Выступал за столичные ДСО «Буревестник» и «Локомотив».
Чемпион СССР (1964 и 1967) в эстафете 4×10 км, серебряный призер чемпионата СССР (1963) в эстафете 4×10 км и в гонке на 70 км (1964). Бронзовый призер чемпионата СССР в гонке на 70 км (1965).
Победитель Всемирной универсиады. Неоднократный чемпион Европы среди железнодорожников.
Завершив личную спортивную карьеру, стал тренером в лыжных гонках и в лыжном двоеборье. Среди его учеников призеры чемпионата мира по лыжным видам спорта Николай Ноговицын и Вячеслав Дрягин, бронзовые призеры чемпионата мира среди юниоров Аго Марквардт и Валерий Столяров. Три года работал в Польше и подготовил чемпиона мира по лыжным гонкам Юзефа Лущека.
Похоронен на Хованском кладбище.